# Mystus wolffii
Mystus wolffii es una especie de peces de la familia Bagridae en el orden de los Siluriformes.

## Morfología
• Los machos pueden llegar alcanzar los 20 cm de longitud total.

## Distribución geográfica
Se encuentra desde Tailandia hasta Indonesia, incluyendo la cuenca del Mekong.